# Campylocentrum spannagelii
Campylocentrum spannagelii  é uma espécie de orquídea, família Orchidaceae, que existe no Brasil. Trata-se de planta epífita, monopodial, com caule alongado, cujas inflorescências brotam do nódulo do caule oposto à base da folha. As flores têm sépalas e pétalas livres, e nectário na parte de trás do labelo. Pertence à secção de espécies de Campylocentrum com folhas planas e ovário liso com nectário longo em relação à espessura.

## Publicação e histórico
- Campylocentrum spannagelii Hoehne, Arq. Bot. Estado São Paulo, n.s., f.m., 1: 22 (1938).

Hoehne publicou esta espécie em 1938 a partir de uma planta coletada pelo padre Cândido Spannagel no Rio de Janeiro. Pabst situa esta espécie em um pequeno grupo junto com outras duas espécies de folhas planas e ovário liso com nectário longo em relação à espessura: Campylocentrum crassirhizum e Campylocentrum iglesiasii. Os desenhos de Pabst não deixam claras quais seriam as diferenças entre as três, aparentemente as flores do C. spannagelii são as únicas com o labelo inteiro, ou seja, com um só lobo enquanto as outras duas têm labelo trilobulado. Outras diferenças importantes que permitiriam separá-las com mais certeza, quanto à morfologia do nectário e da planta, são omitidas por Pabst, no entanto, percebemos pelas ilustrações de Hoehne, que o nectário, de ápice ovalado, de cor esverdeada, é aproximadamente reto e forma ângulo reto com o labelo, e proporcionalmente mais espesso, ou forma bulbosa, que o do C. crassirhizum, também descrito por Hoehne e cujo nectário não faz ângulo com o labelo sendo seu prolongamento em linha reta e mais cilíndrico. Aparentemente suas flores têm pétalas e sépalas proporcionalmente mais largas que as outras espécies citadas e são um pouco menores. A planta não apresenta diferenças notáveis em relação a planta do C. crassirhizum. Esta espécie é citada apenas para o estado do Rio de Janeiro.